# Tadeusz Milewski (językoznawca)
Tadeusz Milewski (ur. 17 maja 1906 w Kołomyi, zm. 5 marca 1966 w Krakowie) – polski językoznawca, profesor Uniwersytetu Jagiellońskiego.

## Życiorys
Urodził jako syn Justyny z Wojakowskich i Feliksa Milewskiego lekarza powiatowego. Ukończył Gimnazjum im. Króla Kazimierza Jagiellończyka w rodzinnym mieście. Od 1925  studiował językoznawstwo słowiańskie na Uniwersytecie Jana Kazimierza we Lwowie. W 1929 roku, po uzyskaniu doktoratu na podstawie pracy Przyczynki do dziejów języka połabskiego, przeniósł się do Krakowa, gdzie w 1933 otrzymał stopień doktora habilitowanego w Katedrze Filologii Słowiańskiej. Studiował również indoeuropeistykę w Collège de France w Paryżu (w latach 1931–1933). W 1937 roku uzyskał drugą habilitację – z indoeuropeistyki. W 1939 został mianowany profesorem Katolickiego Uniwersytetu Lubelskiego, nie zdążył jednak podjąć tam pracy z uwagi na wybuch wojny. Powróciwszy z kampanii wrześniowej 6 listopada 1939 aresztowany w ramach Sonderaktion Krakau przebywał w obozach w Sachsenhausen i Dachau. Do Krakowa powrócił jesienią roku 1940 i wziął udział w tajnym nauczaniu, a poza tym kontynuował badania naukowe. Po wojnie powrócił na Uniwersytet Jagielloński oraz został członkiem Polskiej Akademii Nauk. W latach 1947–1948 ogłosił monumentalny Zarys językoznawstwa ogólnego. W skład tej publikacji wchodzi pierwszy na polskim rynku naukowym atlas języków świata. W 1949 roku został profesorem tytularnym i członkiem korespondentem PAU. W 1954 roku otrzymał mianowanie na profesora nadzwyczajnego, a w roku 1960 – na profesora zwyczajnego przy Katedrze Językoznawstwa Ogólnego UJ. W 1956 roku został dziekanem Wydziału Filologii UJ. W latach 1957–1960 pełnił funkcję dziekana Wydziału Filologicznego UJ. Do 1950 roku jego drugim miejscem pracy był KUL, zaś w latach 1950–1965 Wyższa Szkoła Pedagogiczna w Krakowie.
Zmarł 5 marca 1966 roku po długiej chorobie. Został pochowany na cmentarzu Rakowickim w Krakowie. Uroczystościom pogrzebowym przewodniczył arcybiskup krakowski – Karol Wojtyła.
Zajmował się językami Indian amerykańskich, językiem hetyckim i staropruskim. W dziedzinie językoznawstwa ogólnego poruszał przede wszystkim tematykę typologii lingwistycznej. Uprawiał gramatykę porównawczą języków indoeuropejskich. Badał także pochodzenie polszczyzny literackiej.

## Twórczość
- Dwie bulle wrocławskie z lat 1155 i 1245 (1927)
- Przyczynki do dziejów języka połabskiego (1929)
- Rozwój fonetyczny wygłosu prasłowiańskiego (1933)
- L'indohittite et l'indoeuropéen (1936)[2]
- Zarys językoznawstwa ogólnego
  - cz. 1: Teoria językoznawstwa (1947)[2]
  - cz. 2: Rozmieszczenie języków (1948)[2]
  - cz. 3: Typologia (nieukończona)
- Wstęp do językoznawstwa (1954)
- Językoznawstwo (1965, 1971)[2]